# Mandat Południowego Pacyfiku
Mandat Południowego Pacyfiku (jap. 南洋庁, Nanyo cho) – terytorium mandatowe klasy C Ligi Narodów, utworzone po I wojnie światowej. Zgodnie z ustalonym w traktacie wersalskim podziałem Nowej Gwinei Niemieckiej, Mikronezja została oddana pod administrację Japonii.
Przez cały okres międzywojenny Japończycy dążyli do aneksji swojego mandatu i przekształcenia w swoją kolonię, którą faktycznie był. Jako jedyny język urzędowy wprowadzono język japoński, zasiedlano też wyspy Mikronezji japońskimi osadnikami. Rozpoczęto zakrojone na szeroką skalę inwestycje gospodarcze na wyspach Mikronezji.
W latach 30. Japończycy rozpoczęli w sekrecie budowę infrastruktury wojskowej na mikronezyjskich wyspach.
Podczas II wojny światowej, w latach 1943–1945 Mikronezja została zajęta przez wojska amerykańskie.
W 1947 r. Organizacja Narodów Zjednoczonych odebrała Japonii mandat i utworzyła Powiernicze Wyspy Pacyfiku, zarządzane przez Stany Zjednoczone. Japonia uznała formalnie administrację amerykańską w 1952 r.